# Kiboga (plaats)
Kiboga is de hoofdplaats van het district Kiboga in Centraal-Oeganda.
Kiboga telde in 2002 bij de volkstelling 11.882 inwoners.